# Prospekt Mira (métro de Moscou, ligne Koltsevaïa)
Prospekt Mira (en russe : Проспе́кт Ми́ра et en anglais : Prospekt Mira)  est une station de la ligne circulaire Koltsevaïa (ligne 5 marron) du métro de Moscou, située sur le territoire de l'arrondissement Tverskoï dans le district administratif central de Moscou.
Elle est mise en service en 1952, lors de l'ouverture de la deuxième section de la ligne circulaire.

## Situation sur le réseau
Établie en souterrain, à 40 mètres sous le niveau du sol, la station Prospekt Mira est située au point 163+73,1 de la ligne circulaire Koltsevaïa (ligne 5 marron), entre les stations Novoslobodskaïa et  Komsomolskaïa.

## Histoire
La station Prospekt Mira est mise en service le 30 janvier 1952, lors de l'ouverture à l'exploitation de la deuxième section de la ligne circulaire, entre Kourskaïa et Belorousskaïa.
Le dernier tronçon, entre Belorousskaïa et Park koultoury, permettant l'achèvement de la ligne circulaire est ouvert le 14 mars 1954.
En mai 2015, le vestibule de la station a fermé pour un an, pour cause de travaux de rénovation majeurs.

## Patrimoine architectural
Les murs sont en marbre rouge de l'Oural, mais ses ornements végétaux en font l'originalité. Des médaillons en faïence blanc et or montrent les peuples de l'URSS travaillant aux champs, de jeunes pionniers plantant des arbres ou des chercheurs occupés à sélectionner de nouvelles plantes.

Détails de l'architecture de la station
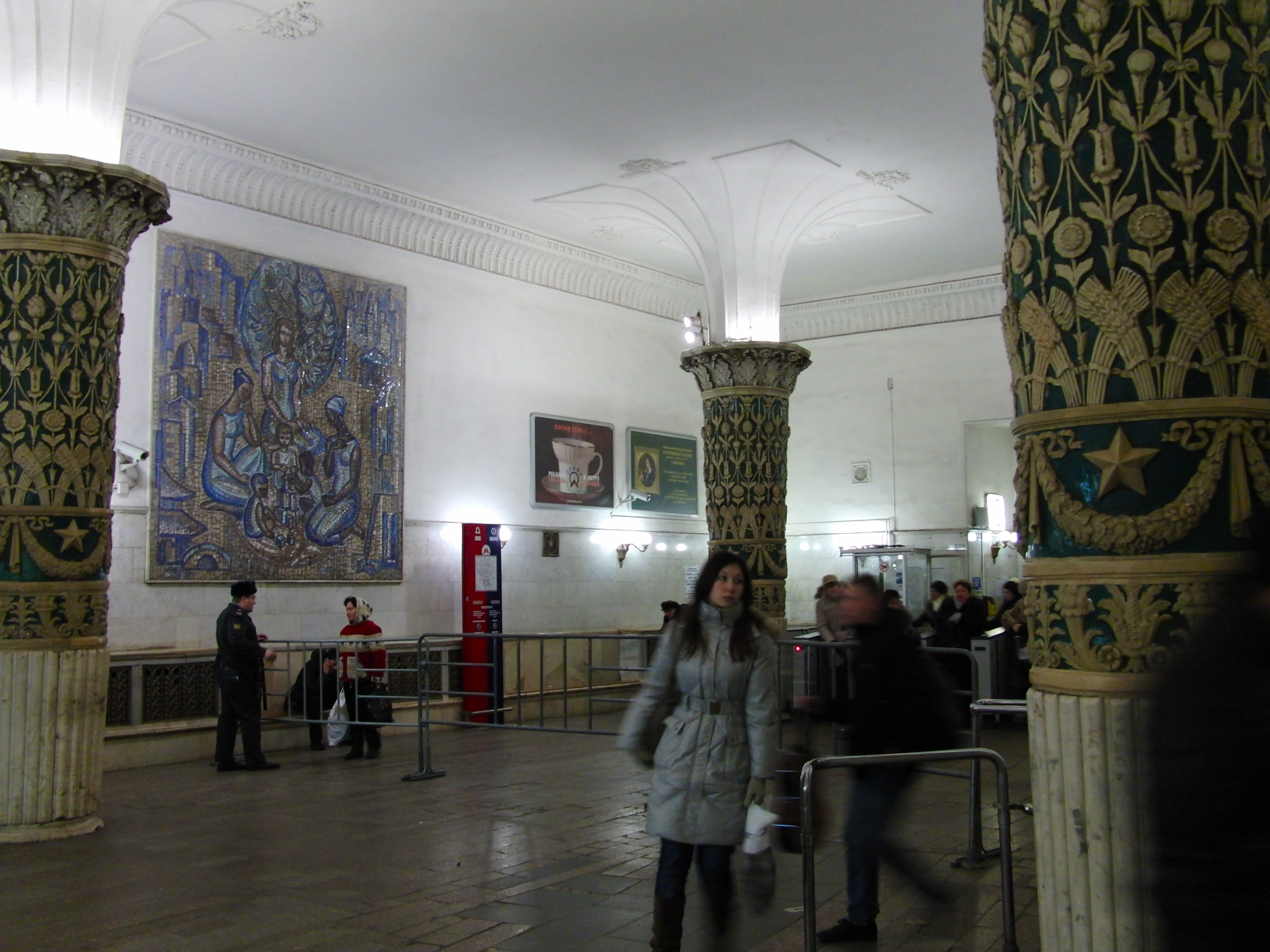
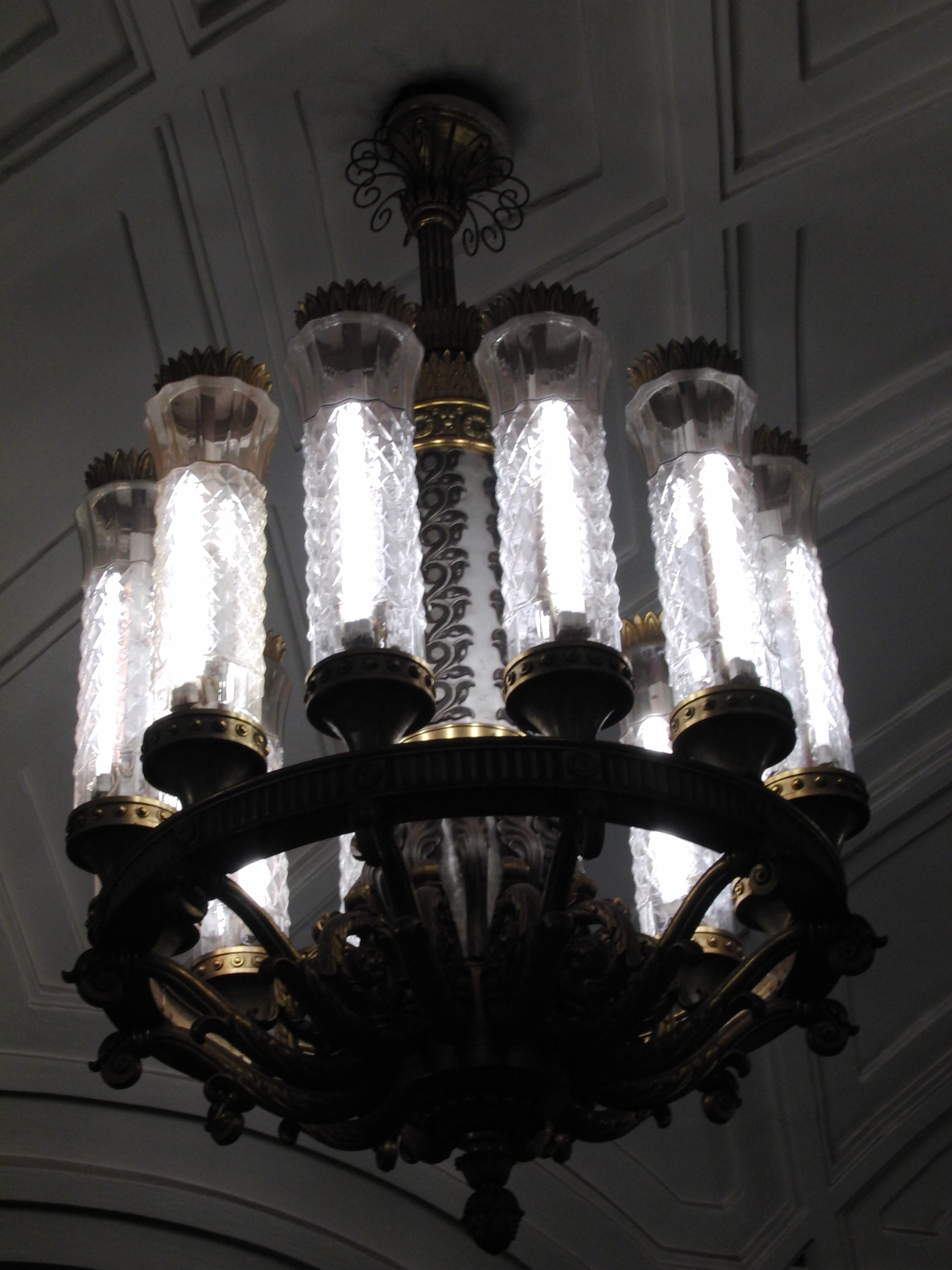
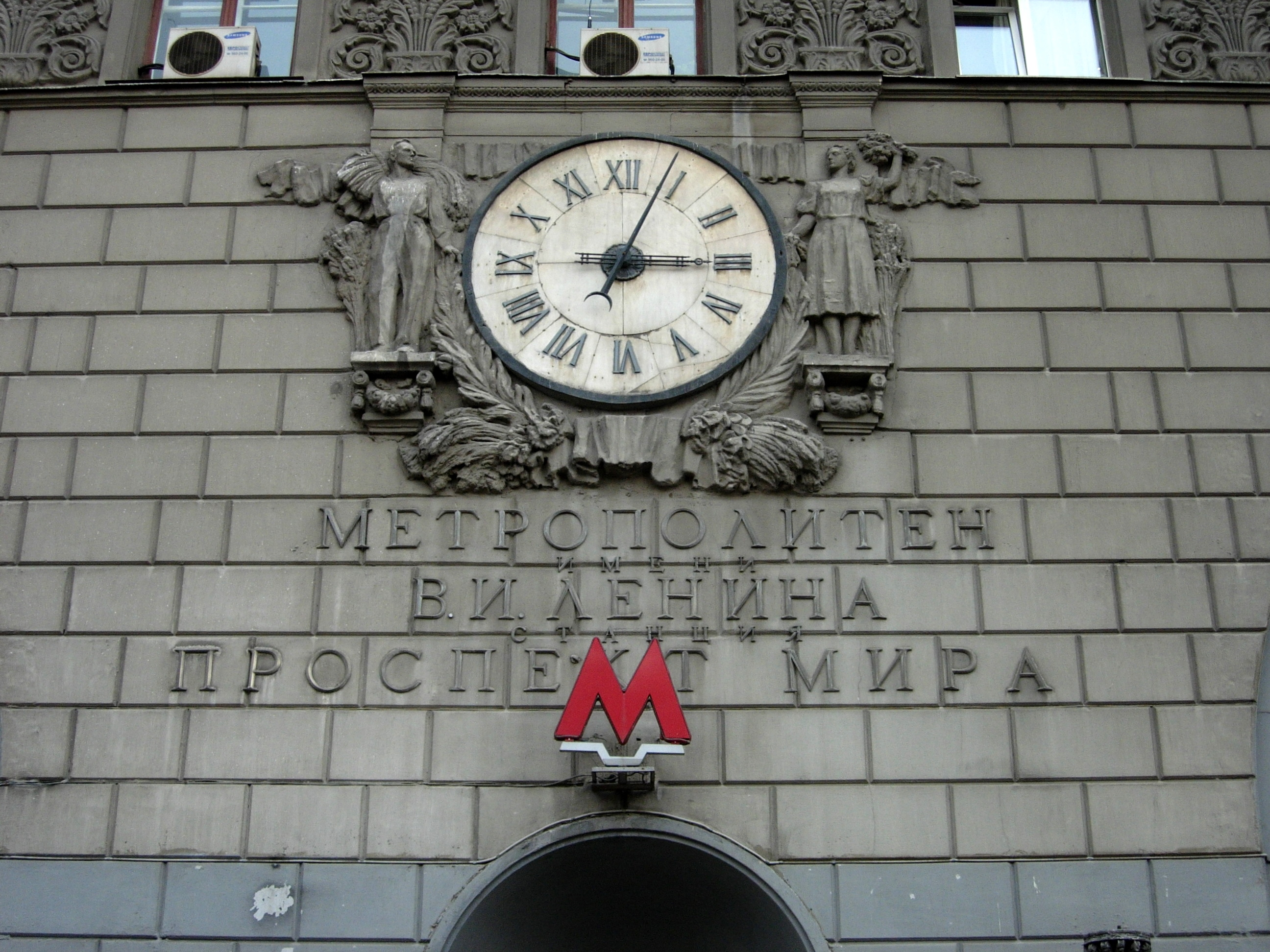
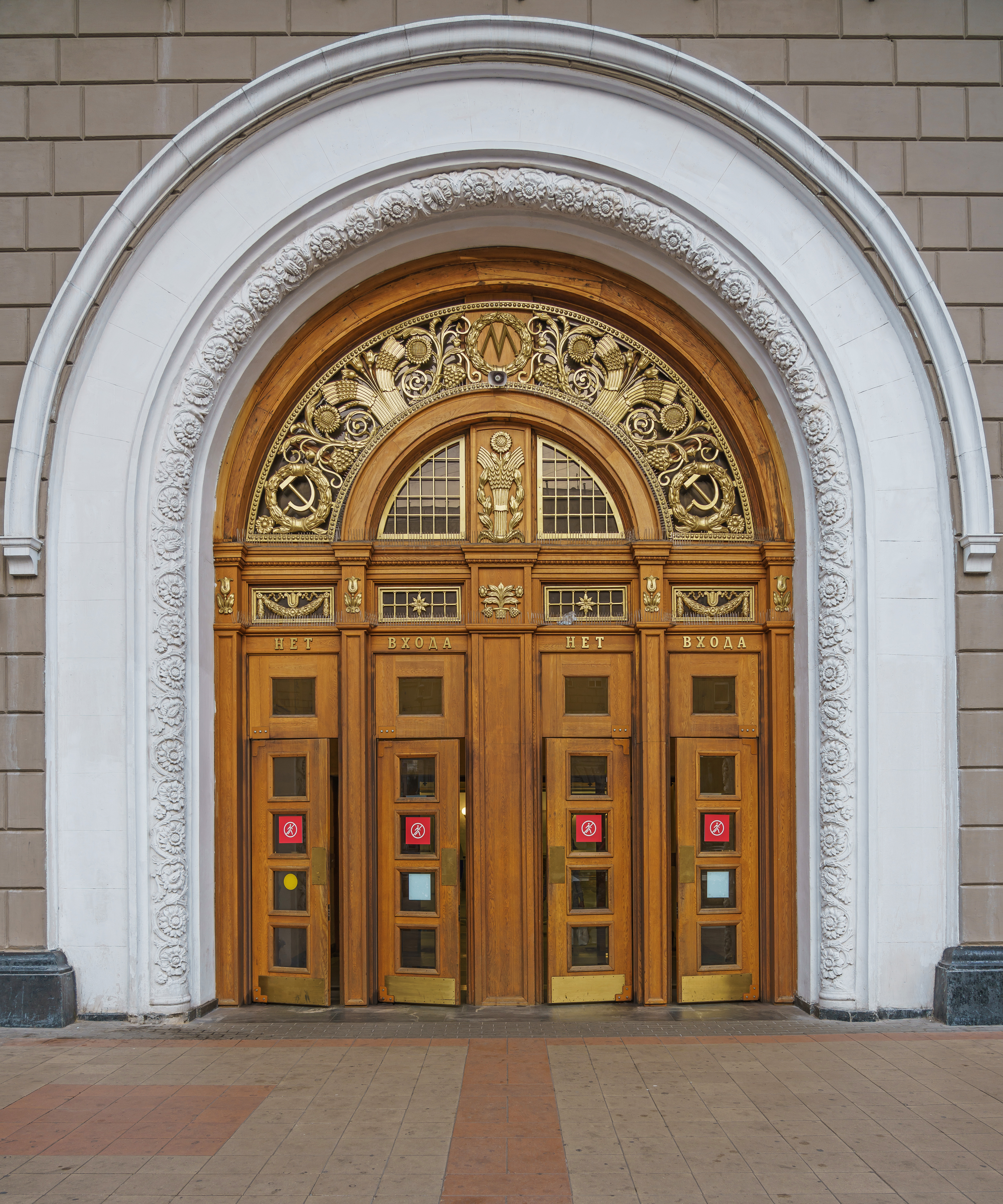

## Lieux proches
- Jardin de l'apothicaire